# Elizabeth Jeanne Broes
Elizabeth Jeanne Broes (Amsterdam, 20 januari 1795 – Rio de Janeiro, 3 juli 1853) was een Nederlands pianiste en componiste.

## Biografie
Broes werd geboren in Amsterdam als dochter van Henry Broes en Cornelie Marie van Dam. Ze werd op de dag van haar geboorte gedoopt in de Waalse Kerk. Haar vader was secretaris van het Comité van Koophandel en Zeevaart. In 1803 overleed haar moeder.
Op tienjarige leeftijd vertrok zij met haar vader naar Parijs, waar zij in 1805 ging studeren bij François-Joseph Fétis, een gerenommeerd Belgisch componist en muziektheoreticus. Fétis vermeldt haar in zijn Biographie universelle des musiciens als een talentvolle studente met bijzondere aanleg voor harmonieleer en pianospel. In 1810 vervolgde zij haar opleiding in Dresden onder leiding van hoforganist August Alexander Klengel.
Na het vertrek van de Fransen keerden ze terug naar Amsterdam, waar haar vader in 1814 benoemd werd tot secretaris van de Levantsche handel. Zelf werd ze actief als pianodocente, volgens Fétis als een van de beste van Amsterdam. In 1815 trad zij op in Felix Meritis te Amsterdam.
Broes trad op 2 september 1819 in Amsterdam in het huwelijk met Carel Joachim Wylep. Tussen 1820 en 1824 kreeg het echtpaar vijf kinderen, van wie er twee op jonge leeftijd overleden. Na Wyleps benoeming tot Nederlands consul in Brazilië verhuisde het gezin naar Pernambuco, waar nog zes kinderen werden geboren. Ondanks haar grote gezin bleef Broes muziek beoefenen en componeren. In het Biographisch woordenboek der Nederlanden wordt zij beschreven als een "uitstekende Virtuose op de piano-forte en componiste".
Broes overleed op 3 juli 1853 in Rio de Janeiro aan gele koorts.

## Werken
Fétis noemt als haar bekendste werken:
- Rondo pour piano avec violoncelle obligé ; Mayence, Schott.
- Variations sur un thème original ; Paris, G. Gaveaux.
- Variations sur la romance de l'aveugle; Paris, Henri Lemoine.
- Variations sur l'air anglais : God save the King; Amsterdam, Steup.
- Variations sur la romance : A voyager passant sa vie ; ibid.
- Contredanses pour le piano ; Paris, Gaveaux aîné.

- Biografisch Portaal: 46648375
- Digitale Bibliotheek voor de Nederlandse Letteren: broe153
- International Standard Name Identifier: 0000 0003 8888 9846
- Nederlandse Thesaurus van Auteursnamen: 07080477X
- Virtual International Authority File: 282195021
- WorldCat: E39PBJqVT4dm3kHkMgKBXVRh73